# Esto es guerra
Esto es guerra (abreviado EEG) es un reality show peruano de competencias producido por Pro TV para la cadena América Televisión.
Está conformado por 2 equipos, los cuales están integrados por un grupo de jóvenes que luchan en distintos tipos de pruebas para consagrarse campeones. A pesar del sentido competitivo del programa, la misma generó controversia por recurrir como recurso a la violencia entre los concursantes (considerando pleitos entre ellos) y que puede afectar a la audiencia más joven.
Es presentado por Renzo Schuller, Gian Piero Díaz, Mathías Brivio y Katia Palma y la voz en off de Jaime Guerrero, «Mister G». Inicialmente estuvo conducido por Mathías Brivio junto a Johanna San Miguel.
En enero de 2022, parte del reparto se incluyó en el estrenado programa concurso titulado Esto es Habacilar. Tras la finalización del mencionado programa en febrero de este año, se anunció EEG: 10 años de guerra, para celebrar los 10 años de emisión. En enero de 2023, el programa regresó iniciando su temporada con una edición especial titulada La noche EEG.

## Historia
Se estrenó como secuencia del programa Dos para las 7, el 5 de abril de 2012, donde solo se emitía dos días a la semana (alternando con Divas y Dilo cantando). A partir del 25 de mayo empezó a emitirse de lunes a viernes.
Al principio, el programa se formó con personalidades de la televisión invitadas  emparejadas en dos equipos (Hombres vs. Mujeres) de tres a cuatro participantes cada uno. A partir de la segunda temporada se reemplazó el formato por equipos mixtos (Leones vs. Cobras) con reparto estable.
Posteriormente, cuando los participantes y la producción de Combate pasaron a formar parte de Esto es guerra en 2018, inspirándose en el especial El origen de la lucha, se formaron dos nuevos equipos, uno conformado por los integrantes de anteriores temporadas, los Guerreros, mientras que el otro por parte del elenco proveniente de Combate, los Retadores. Luego de cancelarse Combate, los Retadores pasaron a llamarse los Combatientes.
El programa se centra principalmente en las actividades competitivas entre equipos. En 2017, que introdujo la pretemporada para incluir a nuevos integrantes estables en el programa, se establecieron mecánicas jugables similares al formato de Televisa The Wacky Old Games en un terreno amplio y con aspirantes organizados en duplas.
En 2024, los juegos se dividen en competiciones físicas y mentales, con mayor énfasis en esta última. Cada tipo de competición se desarrolla en escenarios dedicados. La productora del programa reconoció que, entre 2020 y 2024, ya se recurría a bloques de preguntas y respuestas antes de la unión con dinámicas deportivas.
Peter Arévalo (Mr. Peet) fue el encargado de la narración durante las emisiones de 2013. En 2014, fue reemplazado por Jaime Guerrero «Mister G». En 2019, Mr. Peet volvió para acompañarlo hasta su renuncia semanas después.

### Tribunal y situación de los integrantes
El programa no tiene un sistema de eliminación regular, sin embargo, la productora Mariana Ramírez del Villar es quien se encarga de elegir al reparto, ya sea por casting o por petición suya misma.
Desde la segunda temporada, la producción (enmascarada como el Tribunal) será quien decida la situación de los concursantes, los equipos formados, los retos y el final de temporada. Además, el mismo Tribunal puede sentenciar a los concursantes a su voluntad, para realizar rondas de eliminación y reemplazo de los participantes. Estas acciones pueden revocarse de inmediato. Las ordenanzas se anuncian en una voz en off realizada por Cathy Sáenz y, posteriormente por Silvana Vega.

### Apéndices
Esto es Guerra tuvo dos apéndices centrados en adolescentes.
- Versus de colegios: Estrenado a inicios de 2014 para competir con El último pasajero.[34] Fue conducido por Yaco Eskenazi. El programa salió del aire en 2015, siendo reemplazado por Versus espectacular. En 2023, en la temporada 20, vuelve como un segmento dentro del programa.[35]
- Esto es guerra Teens: Estrenado en 2015 para conseguir cupos en el programa principal. El casting fue objeto de serios cuestionamientos, ya que se alegaron preferencias por los hijos de los famosos y se mostraron datos personales de menores de edad. Por estos escándalos, el programa solo tuvo una temporada. Fue conducido por Yaco Eskenazi y Nicola Porcella.

En 2024, el productor Peter Fajardo anunció el proyecto Juegos en guerra, otra sección centrada en ofrecer servicios temáticos del programa, como réplicas de sus juegos, mercancía y animación de los chicos reality.

## Presentadores
Leyenda
     Presentadores principales
     Presentadores invitados
| Presentador(a)        | Temporadas | Temporadas | Temporadas | Temporadas | Temporadas | Temporadas | Temporadas | Temporadas | Temporadas | Temporadas | Temporadas | Temporadas | Temporadas | Temporadas | Temporadas | Temporadas | Temporadas | Temporadas | Temporadas | Temporadas | Temporadas | Temporadas | Temporadas | Temporadas | Ref.          |
| Presentador(a)        | 1          | 2          | 3          | 4          | 5          | 6          | 7          | 8          | 9          | 10         | 11         | 12         | P.T.       | 13         | 14         | 15         | 16         | 17         | 18         | 19         | 20         | 21         | P.T.       | 22         | Ref.          |
| --------------------- | ---------- | ---------- | ---------- | ---------- | ---------- | ---------- | ---------- | ---------- | ---------- | ---------- | ---------- | ---------- | ---------- | ---------- | ---------- | ---------- | ---------- | ---------- | ---------- | ---------- | ---------- | ---------- | ---------- | ---------- | ------------- |
| Mathías Brivio        |            |            |            |            |            |            |            |            |            |            |            |            |            |            |            |            |            |            |            |            |            |            |            |            | [ 13 ] [ 13 ] |
| Johanna San Miguel    |            |            |            |            |            |            |            |            |            |            |            |            |            |            |            |            |            |            |            |            |            |            |            |            | [ 13 ] [ 37 ] |
| Edu Saettone          |            |            |            |            |            |            |            |            |            |            |            |            |            |            |            |            |            |            |            |            |            |            |            |            | [ 38 ] [ 39 ] |
| María Pía Copello     |            |            |            |            |            |            |            |            |            |            |            |            |            |            |            |            |            |            |            |            |            |            |            |            | [ 40 ] [ 41 ] |
| Erick Elera           |            |            |            |            |            |            |            |            |            |            |            |            |            |            |            |            |            |            |            |            |            |            |            |            | [ 42 ]        |
| Anna Carina Copello   |            |            |            |            |            |            |            |            |            |            |            |            |            |            |            |            |            |            |            |            |            |            |            |            | [ 42 ]        |
| Gian Piero Díaz       |            |            |            |            |            |            |            |            |            |            |            |            |            |            |            |            |            |            |            |            |            |            |            |            | [ 43 ]        |
| Jazmín Pinedo         |            |            |            |            |            |            |            |            |            |            |            |            |            |            |            |            |            |            |            |            |            |            |            |            | [ 44 ]        |
| Renzo Schuller        |            |            |            |            |            |            |            |            |            |            |            |            |            |            |            |            |            |            |            |            |            |            |            |            |               |
| Yaco Eskenazi         |            |            |            |            |            |            |            |            |            |            |            |            |            |            |            |            |            |            |            |            |            |            |            |            | [ 45 ]        |
| Natalie Vértiz        |            |            |            |            |            |            |            |            |            |            |            |            |            |            |            |            |            |            |            |            |            |            |            |            | [ 45 ]        |
| Sully Sáenz           |            |            |            |            |            |            |            |            |            |            |            |            |            |            |            |            |            |            |            |            |            |            |            |            | [ 45 ]        |
| Gino Pesaressi        |            |            |            |            |            |            |            |            |            |            |            |            |            |            |            |            |            |            |            |            |            |            |            |            | [ 45 ]        |
| Carol Reali «Cachaza» |            |            |            |            |            |            |            |            |            |            |            |            |            |            |            |            |            |            |            |            |            |            |            |            | [ 45 ]        |
| Cristian Rivero       |            |            |            |            |            |            |            |            |            |            |            |            |            |            |            |            |            |            |            |            |            |            |            |            | [ 46 ]        |
| Katia Palma           |            |            |            |            |            |            |            |            |            |            |            |            |            |            |            |            |            |            |            |            |            |            |            |            | [ 46 ]        |
| Alejandra Baigorria   |            |            |            |            |            |            |            |            |            |            |            |            |            |            |            |            |            |            |            |            |            |            |            |            | [ 47 ]        |
| Rafael Cardozo        |            |            |            |            |            |            |            |            |            |            |            |            |            |            |            |            |            |            |            |            |            |            |            |            | [ 47 ]        |
| Luciana Fuster        |            |            |            |            |            |            |            |            |            |            |            |            |            |            |            |            |            |            |            |            |            |            |            |            | [ 48 ] [ 49 ] |
| Rebeca Escribens      |            |            |            |            |            |            |            |            |            |            |            |            |            |            |            |            |            |            |            |            |            |            |            |            | [ 50 ]        |

## Participantes

### Pretemporada 2025
El 23 de enero de 2025, inició oficialmente la pretemporada de Esto es guerra, con el título EEG: Los reclutas, con los equipos Comando Rojo vs. Comando Amarillo. En febrero de 2025, cambió su título a EEG: Versus de generaciones, con el enfrentamiento de los equipos, Históricos vs. Nueva Generación.
Temporada 2025
En agosto de 2025, el programa se renovó bajo el nombre de EEG: Como todo empezó regresando a los equipos de Guerreros y Combatientes.

#### Guerreros
- Patricio Parodi
- Diego Chávarri
- Rosángela Espinoza
- Kevin Díaz
- Melissa Loza
- Valentino Palacios
- Said Palao
- Renato Rossini Jr.

#### Combatientes
- Francisco «Pancho» Rodríguez
- Facundo González
- Onelia Molina
- Mario Irivarren
- Gerardo Vásquez «Gerardo Pé»
- Gabriel Meneses

## Temporadas
| Año  | Temp.                       | Título                                      | Estreno                 | Ganadores               | Leones vs. Cobras | Leones vs. Cobras  | Guerreros vs. Combatientes   | Guerreros vs. Combatientes | Ref.          |
| ---- | --------------------------- | ------------------------------------------- | ----------------------- | ----------------------- | ----------------- | ------------------ | ---------------------------- | -------------------------- | ------------- |
| Año  | Temp.                       | Título                                      | Estreno                 | Ganadores               | Mejor guerrero    | Mejor guerrera     | Mejor competidor             | Mejor competidora          |               |
| 2012 | 1                           | Esto es guerra                              | 5 de abril de 2012      | Nicola Porcella         | —                 | —                  | —                            | —                          | [ 51 ]        |
| 2012 | 1                           | Esto es guerra                              | 5 de abril de 2012      | Angie Arizaga           | —                 | —                  | —                            | —                          | [ 51 ]        |
| 2013 | 2                           | Esto es guerra de verano                    | 7 de enero de 2013      | Las Cobras              | Guty Carrera      | —                  | —                            | —                          | [ 52 ] [ 53 ] |
| 2013 | 3                           | Esto es guerra                              | 29 de abril de 2013     | Los Leones              | Rafael Cardozo    | —                  | —                            | —                          | [ 54 ] [ 55 ] |
| 2013 | 4                           | Esto es guerra                              | 19 de agosto de 2013    | Los Leones              | —                 | Micheille Soifer   | —                            | —                          |               |
| 2014 | 5                           | Esto es guerra                              | 13 de enero de 2014     | Las Cobras              | Patricio Parodi   | —                  | —                            | —                          |               |
| 2014 | 6                           | Esto es guerra                              | 19 de mayo de 2014      | Los Leones              | Nicola Porcella   | —                  | —                            | —                          | [ 56 ]        |
| 2014 | 7                           | Esto es guerra: Apertura                    | 9 de septiembre de 2014 | Los Leones              | —                 | —                  | —                            | —                          | [ 57 ]        |
| 2014 | 7                           | Esto es guerra: Clausura                    | 4 de noviembre de 2014  | Las Cobras              | —                 | —                  | —                            | —                          |               |
| 2014 | 7                           | Fase final                                  | TBA                     | Los Leones              | Patricio Parodi   | Melissa Loza       | —                            | —                          |               |
| 2015 | 8                           | Esto es guerra                              | 19 de enero de 2015     | Las Cobras              | Patricio Parodi   | Kina Malpartida    | —                            | —                          |               |
| 2015 | 9                           | Esto es guerra                              | 20 de abril de 2015     | Los Leones              | Patricio Parodi   | Kina Malpartida    | —                            | —                          |               |
| 2015 | 10                          | Esto es guerra                              | 31 de agosto de 2015    | Las Cobras              | Ignacio Baladán   | Kina Malpartida    | —                            | —                          |               |
| 2016 | 11                          | Esto es guerra                              | 25 de enero de 2016     | Los Leones              | Hugo García       | Kina Malpartida    | —                            | —                          |               |
| 2016 | 12                          | EEG: El origen de la lucha                  | 19 de abril de 2016     | Los Guerreros           | —                 | —                  | Hugo García                  | Kina Malpartida            | [ 58 ]        |
| 2016 | 12                          | Esto es guerra                              | 1 de agosto de 2016     | Las Cobras              | Patricio Parodi   | Korina Rivadeneira | —                            | —                          |               |
| 2016 | 12                          | EEG: La revancha                            | 3 de noviembre de 2016  | Los Guerreros           | —                 | —                  | Patricio Parodi              | Kina Malpartida            |               |
| 2017 | EEG: Pretemporada           | EEG: Pretemporada                           | 16 de enero de 2017     | Los Leones              | Lucas Piro        | Melissa Loza       | —                            | —                          |               |
| 2017 | 13                          | Esto es guerra de verano                    | 30 de enero de 2017     | Las Cobras              | Hugo García       | Korina Rivadeneira | —                            | —                          |               |
| 2017 | 14                          | EEG: De regreso al origen                   | 7 de junio de 2017      | Los Leones              | Patricio Parodi   | Paloma Fiuza       | —                            | —                          |               |
| 2018 | 15                          | EEG: El gran juego                          | 5 de febrero de 2018    |                         |                   |                    |                              |                            |               |
| 2018 | 15                          | EEG: El gran clásico                        | 28 de febrero de 2018   | Los Retadores           | —                 | —                  | Hugo García                  | Karen Dejo                 | [ 59 ]        |
| 2019 |                             | EEG: La lucha por el honor                  | 21 de enero de 2019     | —                       | —                 | —                  | —                            | —                          |               |
| 2019 | 16                          | EEG: El gran clásico                        | 14 de mayo de 2019      | Los Guerreros           | —                 | —                  | Francisco «Pancho» Rodríguez | Ducelia Echevarría         |               |
| 2020 | 17                          | EEG 20/20: El siguiente nivel               | 27 de enero de 2020     | —                       | —                 | —                  | Francisco «Pancho» Rodríguez | Paloma Fiuza               |               |
| 2020 | 17                          | EEG 20/20: El siguiente nivel               | 25 de mayo de 2020      | Los GuerrerosLas Cobras | —                 | —                  | Francisco «Pancho» Rodríguez | Paloma Fiuza               |               |
| 2021 | 18                          | EEG: El origen                              | 25 de enero de 2021     | Los Guerreros           | —                 | —                  | Francisco «Pancho» Rodríguez | Ducelia Echevarría         |               |
| 2022 | 19                          | EEG: 10 años de guerra                      | 21 de febrero de 2022   | Los Guerreros           | —                 | —                  | Gino Assereto                | Ducelia Echevarría         |               |
| 2023 | 20                          | EEG 2023: Los ElegidosEEG 2023: El Clásico  | 18 de enero de 2023     | Los Combatientes        | —                 | —                  | Francisco «Pancho» Rodríguez | Melissa Loza               | [ 60 ]        |
| 2024 | 21                          | EEG 2024: 12 años Temporada de Verano       | 23 de enero de 2024     | Los Guerreros           | —                 | —                  | —                            | —                          | [ 62 ]        |
| 2024 | 21                          | EEG 2024: XII años                          | 15 de mayo de 2024      | Los Guerreros           | —                 | —                  | —                            | —                          |               |
| 2024 | 21                          | EEG: Cuerpo y mente                         | 2 de septiembre de 2024 | Los Guerreros           | —                 | —                  | —                            | —                          |               |
| 2025 | EEG: Los reclutas           | EEG: Los reclutas                           | 23 de enero de 2025     | —                       | —                 | —                  | —                            | —                          |               |
| 2025 | EEG: Versus de generaciones | EEG: Versus de generaciones                 | 12 de marzo de 2025     | Nueva Generación        | —                 | —                  | —                            | —                          |               |
| 2025 | 22                          | EEG: Cuerpo y mente: Versus de generaciones | 11 de junio de 2025     | Nueva Generación        | Patricio Parodí   | Patricio Parodí    | Melissa Loza                 | Melissa Loza               |               |
| 2025 | 22                          | EEG: Como todo empezó                       | 4 de agosto de 2025     |                         |                   |                    |                              |                            |               |

Descripción de las temporadas:
- La primera temporada estuvo conformada por 2 equipos («Hombres vs. Mujeres»). A medida que avanzó la temporada ingresaron nuevos participantes. Los ganadores fueron Nicola Porcella y Angie Arizaga venciendo respectivamente a Yaco Eskenazi y Sully Sáenz en el final de la temporada.
- La segunda temporada, llamada Esto es guerra de verano, fue estrenada el 7 de enero de 2013. En su estreno regresaron la mayoría de los participantes de la temporada pasada y se sumaron nuevos. El programa estuvo conformado por 2 equipos mixtos (Cobras y Leones). El equipo ganador fue las Cobras, conformado por Nicola Porcella, Melissa Loza, Gino Assereto y Carol «Cachaza» Reali. Guty Carrera, integrante del equipo de Los Leones, se consagró el mejor guerrero de la temporada.
- La tercera temporada empezó el 29 de abril de 2013. El equipo ganador fue los Leones, conformado por Yaco Eskenazi, Kina Malpartida, Rafael Cardozo, Micheille Soifer y Angie Arizaga. Rafael Cardozo, integrante del equipo ganador, se consagró mejor guerrero de la temporada.
- La cuarta temporada empezó el 19 de agosto de 2013. El equipo ganador fue los Leones, conformado por Yaco Eskenazi, Melissa Loza, Guty Carrera; Micheille Soifer, Gino Assereto y Milett Figueroa ; consagrándose bicampeones. Michelle Soifer, integrante del equipo ganador, se consagró mejor guerrera de la temporada (votación del público).
- La quinta temporada empezó el 13 de enero de 2014 y finalizó el 16 de mayo de 2014. El equipo ganador fue las Cobras conformado por Nicola Porcella, Kina Malpartida, Rafael Cardozo, Alejandra Baigorria, Sebastián Lizarzaburu y Sheyla Rojas ; consagrándose bicampeones. Patricio Parodi, integrante del equipo de los Leones, se consagró mejor guerrero de la temporada.
- La sexta temporada empezó el 19 de mayo de 2014 y finalizó el 8 de septiembre de 2014. El equipo ganador fue los Leones, conformado por Yaco Eskenazi, Kina Malpartida, Patricio Parodi, Sheyla Rojas, Rafael Cardozo y Sebastián Lizarzaburu ; consagrándose tricampeones. Nicola Porcella, capitán del equipo de las Cobras, fue elegido como el mejor guerrero de la temporada.
- La séptima temporada se dividió en 2 etapas (etapa de apertura y etapa de clausura). La etapa de apertura inició el 9 de septiembre de 2014 y finalizó el 3 de noviembre de 2014. El equipo ganador fue los Leones, conformado por Yaco Eskenazi, Kina Malpartida, Rafael Cardozo, Jazmín Pinedo, Renzo Pietroni y Natalie Vértiz. La etapa de clausura inició el 4 de noviembre de 2014 y finalizó el 19 de diciembre de 2014. El equipo ganador fue las Cobras, conformado por Nicola Porcella, Kina Malpartida, Gino Pesaressi, Carol «Cachaza» Reali, Gino Assereto, Angie Arizaga y Benjamín Lukovski. El equipo ganador de toda la temporada fue los Leones, conformado por Yaco Eskenazi, Melissa Loza, Patricio Parodi, Sheyla Rojas, Joshua Ivanoff y Natalie Vértiz, consagrándose tetracampeones. Patricio Parodi y Melissa Loza, integrantes del equipo ganador de toda la temporada, obtuvieron el título de mejor guerrero y mejor guerrera, respectivamente.
- La octava temporada empezó el 19 de enero de 2015 y finalizó el 17 de abril de 2015. El equipo ganador fue las Cobras, conformado por Nicola Porcella, Melissa Loza, Hugo García, Carol «Cachaza» Reali, Rafael Cardozo, Francesca Zignago y Facundo González; consagrándose tricampeones. Patricio Parodi y Kina Malpartida, siendo el primero capitán y ambos integrantes del equipo de los Leones obtuvieron el título de mejor guerrero y mejor guerrera, respectivamente.
- La novena temporada empezó el 20 de abril de 2015 y finalizó el 29 de agosto de 2015. El equipo ganador fue los Leones, conformado por Yaco Eskenazi, Kina Malpartida, Patricio Parodi, Sheyla Rojas, Sebastián Lizarzaburu, Natalie Vértiz y Facundo González, consagrándose pentacampeones. Patricio Parodi y Kina Malpartida, integrantes del equipo ganador, obtuvieron el título de mejor guerrero y mejor guerrera, respectivamente.
- La décima temporada empezó el 31 de agosto de 2015 y finalizó el 21 de diciembre de 2015. El equipo ganador fue "Las Cobras", conformado por Gino Assereto, Kina Malpartida, Hugo García, Korina Rivadeneira, Facundo Gonzáles, Brenda Carvalho y Angie Arizaga, consagrándose tetracampeones. Kina Malpartida, integrante del equipo ganador, e Ignacio Baladán, integrante del equipo de "Los Leones" obtuvieron el título de mejor guerrera y mejor guerrero, respectivamente. La gran final de la décima temporada estuvo basada en el imperio incaico peruano.
- La undécima temporada empezó el 25 de enero de 2016 y finalizó el 18 de abril de 2016 , siendo esta su "última temporada" al aire, pues entró en una etapa de receso. El equipo ganador fue "Los Leones", conformado por Patricio Parodi, Melissa Loza, Ignacio Baladán, Carol Reali "Cachaza", Hugo García, Angie Arizaga y Thiago Cunha, consagrándose hexacampeones. Hugo García, integrante del equipo ganador, y Kina Malpartida, integrante del equipo de "Las Cobras" obtuvieron el título de mejor guerrero y mejor guerrera, respectivamente.
- El 19 de abril de 2016 inició un nuevo formato llamado "EEG: El Origen de la Lucha", finalizó el 22 de julio de 2016. El equipo ganador fue los "Guerreros", conformado por Nicola Porcella, Patricio Parodi, Kina Malpartida, Ignacio Baladán, Melissa Loza, Facundo González, Angie Arizaga, Eyal Berkover y Michelle Soifer. Hugo García integrante del equipo de los "Retadores" y Kina Malpartida integrante del equipo de los "Guerreros", obtuvieron el título de mejor competidor y mejor competidora, respectivamente.
- La duodécima temporada empezó el 1 de agosto de 2016 y finalizó el 2 de noviembre de 2016. El equipo ganador fue "Las Cobras", conformado por: Nicola Porcella, Mario Irivarren, Kina Malpartida, Hugo García, Melissa Loza, Duilio Vallebuona y Angie Arizaga, consagrándose pentacampeones. Patricio Parodi y Korina Rivadeneira, siendo el primero capitán y ambos integrantes del equipo de "Los Leones", obtuvieron el título de mejor guerrero y mejor guerrera, respectivamente.
- El 3 de noviembre de 2016 empezó el formato llamado "EEG: La Revancha" de Guerreros y Retadores, finalizando el 19 de diciembre de 2016. El equipo ganador fue los "Guerreros", conformado por Nicola Porcella, Patricio Parodi, Kina Malpartida, Ignacio Baladán, Melissa Loza, Gino Pesaressi, Angie Arizaga y Sheyla Rojas. Patricio Parodi y Kina Malpartida integrantes del equipo ganador, obtuvieron el título de mejor competidor y mejor competidora, respectivamente.
- El 16 de enero de 2017 empezó una temporada especial llamada EEG: Pretemporada, siendo una previa a la temporada oficial, teniendo como conductores a Erick Elera y Anna Carina Copello, la pretemporada finalizó el 27 de enero de 2017. Los enfrentamientos entre los equipos de "Leones" y "Cobras" fueron en duplas, siendo Melissa Loza y Lucas Piró, integrantes del equipo de "Los Leones", la dupla ganadora de la gran final de la pretemporada.
- La decimotercera temporada empezó el 30 de enero de 2017 y finalizó el 6 de junio de 2017. El equipo ganador fue "Las Cobras", conformado por: Nicola Porcella, Melissa Loza, Hugo García, Paloma Fiuza, Mario Irivarren, Angie Arizaga, Krayg Peña y Rosángela Espinoza, consagrándose hexacampeones. Hugo García, integrante del equipo de "Las Cobras" y Korina Rivadeneira, integrante del equipo de "Los Leones" obtuvieron el título de mejor guerrero y mejor guerrera, respectivamente.
- La decimocuarta temporada empezó el 7 de junio de 2017, bajo el nombre de «EEG: De regreso al origen» y finalizó el 22 de diciembre de 2017. El equipo ganador fue "Los Leones", conformado por: Yaco Eskenazi, Alejandra Baigorria, Patricio Parodi, Carol Reali "Cachaza", Mario Irivarren, Karen Dejo, Ignacio Baladán, Michelle Soifer y Krayg Peña; consagrándose heptacampeones. A mediados de temporada se realizó un nuevo formato en parejas, resultando como mejor dupla guerrera a Alejandra Baigorria y Patricio Parodi. Patricio integrante del equipo ganador, y Paloma Fiuza, integrante del equipo de "Las Cobras", obtuvieron el título de mejor guerrero y mejor guerrera, respectivamente.
- La decimoquinta temporada empezó el 5 de febrero de 2018 bajo el nombre de «EEG: El gran juego». El 27 de febrero de 2018 la temporada entró en pausa dando inicio al formato "EEG: El gran clásico" de Guerreros y Retadores. El equipo ganador de la Semifinal fueron "Los Retadores", conformado por: Christian Domínguez, Alejandra Baigorria, Mario Irivarren, Austin Palao, Macarena Vélez, Karen Dejo, Ignacio Baladán, Michelle Soifer, Fabio Agostini, Luciana Fernández, Kevin Blow y Diego Chávarri ; donde se llevaron 11 cuatrimotos y 10 puntos para la Gran Final. El 21 de diciembre culminó el gran clásico, donde el equipo ganador fueron "Los Retadores" , conformado por Rafael Cardozo, Mario Irivarren, Karen Dejo, Austin Palao, Macarena Vélez, Ignacio Baladán, Rosángela Espinoza, Christian Domínguez, Luciana Fernández, Facundo Gonzáles y Matteo Tulini. Hugo García perteneciente del equipo de los Guerreros y Karen Dejo perteneciente del equipo ganador fueron consagrados mejores competidores de la temporada.
- La decimosexta temporada empezó el 21 de enero de 2019 bajo el nombre de «EEG: La Lucha por el Honor». El 14 de mayo de 2019 la temporada cambió de nombre a "EEG: El gran clásico" de Guerreros y Combatientes. El equipo ganador de la Semifinal fueron "Los Combatientes", conformado por: Rafael Cardozo, Alejandra Baigorria, Mario Irivarren, Karen Dejo, Austin Palao, Tepha Loza, Pancho Rodríguez, Said Palao, Macarena Vélez, Israel Dreyfus y Romina Lozano ; donde se llevaron 10 puntos para la Gran Final. El equipo ganador de la Gran Final fue "Los “Guerreros", conformado por: Patricio Parodi, Hugo García, Jota Benz, Ducelia Echeverría, Paloma Fuiza, Angie Arizaga, Gino Assereto, Rafael Cardozo, Austin Palao y Luciana Fuster. Pancho Rodríguez y Ducelia Echeverría obtuvieron el título de mejor guerrero y mejor guerrera, respectivamente.
- La decimoséptima temporada empezó el 25 de mayo de 2020, bajo el nombre de «EEG 20/20: El siguiente nivel» y finalizó el 21 de diciembre de 2020. El equipo ganador fue "Los “Guerreros", conformado por: Patricio Parodi, Hugo García, Jota Benz, Gino Assereto, Paloma Fuiza, Michelle Soiffer, Said Palao, Alejandra Baigorria y Angie Arizaga. Pancho Rodríguez y Paloma Fuiza obtuvieron el título de mejor guerrero y mejor guerrera, respectivamente.
- La decimoctava temporada empezó el 25 de enero de 2021, bajo el nombre de «EEG: El origen» y finalizó el 21 de diciembre de 2021. El equipo ganador fue "Los “Guerreros", conformado por: Patricio Parodi, Hugo García, Jota Benz, Matías Ochoa, Azul Grantón, Angie Arizaga, Luciana Fuster, Elias Montalvo, Paloma Fuiza y Korina Rivadeneira. Pancho Rodríguez y Ducelia Echeverría ambos integrantes del equipo de Los Combatientes obtuvieron el título de mejor guerrero y mejor guerrera, respectivamente.
- La decimonovena temporada empezó el 21 de febrero de 2022, bajo el nombre de «EEG: 10 años de guerra» y finalizó el 21 de diciembre de 2022. El equipo ganador fue "Los Guerreros", conformado por: Patricio Parodi, Melissa Loza, Hugo García, Mario Irivarren, Karen Dejo, Gino Assereto, Duilio Vallebuona y Zuliet Seminario. Gino Assereto integrante del equipo de Los Guerreros obtuvo el título de mejor guerrero y Ducelia Echevarria integrante de Los Combatientes obtuvo el título de Mejor Guerrera, respectivamente.
- La vigésima temporada empezó el 18 de enero de 2023, bajo el nombre de «EEG: El Clásico» y finalizó el 22 de diciembre de 2023. El equipo ganador fue "Los “Combatientes", conformado por: Pancho Rodríguez, Melissa Loza, Said Palao, Alejandra Baigorria, Michelle Soifer, Facundo Gonzales, Israel Dreyfus, Yojhan "Chevy" Escamilo y Raúl Carpena. Pancho Rodríguez y Melissa Loza, ambos integrantes del equipo ganador, obtuvieron el título de mejor competidor y mejor competidora, respectivamente.
- La vigésima primera temporada, titulada EEG 2024: 12 años, se estrenó el 23 de enero de 2024 y finalizó el 30 de agosto de 2024. Las novedades de esta temporada son el ingreso de Katia Palma y Cristian Rivero en la conducción, sin embargo, en abril del mismo año, anunciaron sus salidas del programa. Aunque, en agosto de ese año, Katia Palma, vuelve a la conducción del reality en reemplazo de Johanna San Miguel, quien anunció su retiro del programa tras 12 años. Luego, la temporada fue renombrada como EEG: Cuerpo y mente, se reestrenó el 2 de septiembre de 2024 y finalizó el 23 de diciembre de 2024. El equipo ganador fue "Los Guerreros", conformado por: Patricio Parodi, Rosangela Espinoza, Vania Torres, Piero Arenas, Mario Irivarren, Said Palao, Onelia Molina y Kevin Díaz. Hugo García y Melissa Loza, ambos del equipo de "Los Combatientes", obtuvieron el título de mejor guerrero y mejor competidora respectivamente.
- El 23 de enero de 2025, empezó una temporada especial llamada EEG: Los Reclutas, donde se enfrentaban los equipos; Comando Rojo vs. Comando Amarillo, siendo una previa a la temporada oficial. Más adelante, en febrero del mismo año, la pretemporada cambia a EEG: Versus de generaciones, finalizando el 9 de junio de 2025. El equipo ganador fue "Nueva Generación", conformado por Kevin Díaz, Raúl Cárpena, Leandro Cabello, Gabriel Meneses, Rosángela Espinoza y Onelia Molina.
- El 11 de junio de 2025, inició la nueva temporada de Esto es guerra, titulada EEG: Cuerpo y mente: Versus de generaciones, con los equipos de los Históricos y la Nueva Generación, la cual luego fue renovada como  EEG: Como todo empezó, regresando al formato de Guerreros y Combatientes.

Notas
1. ↑  Ganaron: S/ 10 mil soles en víveres para el A.A.H.H. "Señor de Muruhuay" de Pamplona Alta y S/ 10 mil soles en víveres para el A.A.H.H. "Cristo Rey" de San Juan de Lurigancho.
2. ↑  Ganaron S/ 20 mil soles en víveres para el proyecto "100 niños de Jesús" de Villa el Salvador.

## Adaptaciones
| País        | Nombre         | Cadena               | Presentador(es)                   | Año       | Temporadas | Ref.   |
| ----------- | -------------- | -------------------- | --------------------------------- | --------- | ---------- | ------ |
| Bolivia     | Esto es guerra | Red PAT              | Jessica Suárez y Pablo Fernández  | 2015-2017 | 5          | [ 64 ] |
| Panamá      | Esto es guerra | TVN                  | Bettina García y Domil Leira      | 2016-2018 | 6          | [ 65 ] |
| Costa Rica  | Guerreros      | Canal 11 de Repretel | Italo Marenco y Tony Bertarino    | 2017      | 1          | [ 66 ] |
| Colombia    | Guerreros      | Canal 1              | Josse Narváez y Thael Osorio      | 2017-2022 | 22         | [ 67 ] |
| Puerto Rico | Guerreros      | Wapa América TV      | Diane Ferrer y Jaime Mayol        | 2019-2023 | 9          | [ 68 ] |
| México      | Guerreros      | Canal 5              | Mauricio Barcelata y Tania Rincón | 2020-2021 | 2          | [ 69 ] |

## Transmisión en línea
Todos los episodios desde la primera temporada están disponibles en América TVGO. De igual forma, actualmente es transmitido en directo en el canal de YouTube de América Televisión. Antes era transmitido en directo en el canal de YouTube de América Televisión - Novelas y el Facebook de América Televisión. La novena temporada está disponible en Pluto TV.

## Competencias internacionales

### Guerreros, el clásico de los Andes: Colombia vs. Perú
Una nueva temporada especial de Guerreros (Colombia) y la primera de Esto es guerra (Perú), titulada Guerreros, el clásico de los Andes: Colombia vs. Perú, inició el 1 de abril de 2019 y terminó el 11 de abril de 2019. Esta temporada se desarrolló en los estudios de Guerreros Colombia en Bogotá. Se transmitió únicamente por el Canal 1. En esta temporada el equipo ganador fue Perú.
| Colombia           | Perú                            |
| ------------------ | ------------------------------- |
| Dorian Zuluaga     | Ayrton García                   |
| Esteban Bernal     | Fabio Agostini                  |
| Jesús David Osorno | Facundo González                |
| Ricardo Álvarez    | Israel Dreyfus                  |
| Sebastián Tamayo   | José Luis Benzaquén «Jota Benz» |

Notas
- Capitanes de los equipos.
- Capitanes sustitutos, en caso de salida del capitán de su equipo por lesión, eliminación o por otro motivo (los capitanes por lo general siempre los escogen).
- Sub: El participante es ganador del título ''Mejor Guerrero'' de la temporada.

### Guerreros, Esto es guerra: Perú vs. Puerto Rico
Una nueva temporada especial de Guerreros (Puerto Rico) y la segunda temporada internacional de Esto es guerra, titulada Guerreros, Esto es Guerra: Perú vs. Puerto Rico, inició el 8 de marzo de 2021 y terminó el 19 de marzo de 2021. Se transmitió únicamente por Wapa TV. En esta temporada el equipo ganador fue Puerto Rico.
| Perú                   | Puerto Rico        |
| ---------------------- | ------------------ |
| Hugo García            | Addylinette Castro |
| Israel Dreyfus         | Adriana Pesquera   |
| Karen Dejo             | Asaf Torres        |
| Macarena Vélez         | Francis Torres     |
| Nicola Porcella        | Joshua Santana     |
| Spheffany «Tepha» Loza | Jeffrey Cerda      |
|                        | Nievelis González  |
| Valeria Pagán          |                    |

Notas
- Capitanes de los equipos.
- Sub: El participante es ganador del título ''Mejor Guerrero'' o ''Mejor Guerrera'' de la temporada.

### Guerra México vs. Perú
La tercera temporada internacional de Esto es guerra (Perú) y la primera de Guerreros (México), titulada Guerra México vs. Perú, se llevó a cabo entre el 6 y el 7 de septiembre de 2021. En esta edición, los representantes peruanos de la decimoctava temporada (EEG: El origen) se enfrentan a los participantes de la segunda temporada (Guerreros 2021) de Guerreros. Se transmitió en ambos países por el Canal 5 y América Televisión. El equipo ganador fue Guerreros (México).
| México            | Perú                            |
| ----------------- | ------------------------------- |
| Asaf Torres       | Alejandra Baigorria             |
| Azul Grantón      | Ducelia Echevarría              |
| Dariana García    | Facundo González                |
| Jesús Almada      | Francisco «Pancho» Rodríguez    |
| Jorge Losa        | Hugo García                     |
| José Rodríguez    | José Luis Benzaquén «Jota Benz» |
| Karen Juárez      | Karen Dejo                      |
| Luciana Burkle    | Luciana Fuster                  |
| Matías Ochoa      | Melissa Loza                    |
| Nicola Porcella   | Paloma Fiuza                    |
| Paola Peña        | Patricio Parodi                 |
| Paulette Gallardo | Rosángela Espinoza              |
| Yann Martín       | Said Palao                      |

### Guerra Perú vs. Puerto Rico
Una nueva temporada especial de Guerreros (Puerto Rico) y la cuarta temporada internacional de Esto es guerra, titulada Guerra Perú vs. Puerto Rico, inició el 8 de noviembre y finalizó el 12 de noviembre de 2021. Esta temporada duró una semana, en esta oportunidad los guerreros de Puerto Rico viajaron a Perú a los estudios de EEG en Pachacámac donde será el lugar de la competencia. Se transmitió en ambos países por América Televisión y Wapa TV.
En esta temporada el equipo ganador fue Perú.
| Perú                            | Puerto Rico          |
| ------------------------------- | -------------------- |
| Allison Pastor                  | Abdiel Vargas «AJ»   |
| Azul Grantón                    | Addylinette Castro   |
| Ducelia Echevarría              | Valeria Pagán        |
| Facundo González                | Dan Pastrana         |
| Matías Ochoa                    | Jeanthony Medina     |
| José Luis Benzaquén «Jota Benz» | Jeffrey Javier Cerda |
| Hugo García                     | Joshua Santana       |
| Melissa Loza                    | Luis Centeno         |
| Patricio Parodi                 | Nicole Colón         |
| Francisco «Pancho» Rodríguez    | Nievelis González    |
| Paloma Fiuza                    | Paola Fernández      |
| Said Palao                      | Carlos Caquías       |

### Participantes internacionales
- Tabla de participantes:

| Participantes                   | Temporadas                    | Temporadas           | Temporadas                  | Temporadas                       |
| Participantes                   | 2019                          | 2021                 | 2021                        | 2021                             |
| Participantes                   | vs. - El Clásico De Los Andes | vs. - Esto Es Guerra | vs. - Guerra México VS Perú | vs. - Guerra Perú VS Puerto Rico |
| ------------------------------- | ----------------------------- | -------------------- | --------------------------- | -------------------------------- |
| Ayrton García                   | PER.                          |                      |                             |                                  |
| Dorian Zuluaga                  | COL.                          |                      |                             |                                  |
| Esteban Bernal                  | COL.                          |                      |                             |                                  |
| Fabio Agostini                  | PER.                          |                      |                             |                                  |
| Facundo González                | PER.                          |                      | PER.                        | PER.                             |
| Israel Dreyfus                  | PER.                          | PER.                 |                             |                                  |
| Jesús David Osorno              | COL.                          |                      |                             |                                  |
| José Luis Benzaquén «Jota Benz» | PER.                          |                      | PER.                        | PER.                             |
| Ricardo Álvarez                 | COL.                          |                      |                             |                                  |
| Sebastián Tamayo                | COL.                          |                      |                             |                                  |
| Addylinette Castro              |                               | P.R.                 |                             | P.R.                             |
| Adriana Pesquera                |                               | P.R.                 |                             |                                  |
| Asaf Torres                     |                               | P.R.                 | MEX.                        |                                  |
| Francis Javier Torres           |                               | P.R.                 |                             |                                  |
| Hugo García                     |                               | PER.                 | PER.                        | PER.                             |
| Jeffrey Cerda                   |                               | P.R.                 |                             |                                  |
| Joshua Santana                  |                               | P.R.                 |                             |                                  |
| Karen Dejo                      |                               | PER.                 | PER.                        |                                  |
| Macarena Vélez                  |                               | PER.                 |                             |                                  |
| Nicola Porcella                 |                               | PER.                 | MEX.                        |                                  |
| Nievelis González               |                               | P.R.                 |                             | P.R.                             |
| Spheffany Loza                  |                               | PER.                 |                             |                                  |
| Valeria Pagán                   |                               | P.R.                 |                             | P.R.                             |
| Alejandra Baigorria             |                               |                      | PER.                        |                                  |
| Azul Grantón                    |                               |                      | MEX.                        | PER.                             |
| Dariana García                  |                               |                      | MEX.                        |                                  |
| Ducelia Echevarría              |                               |                      | PER.                        | PER.                             |
| Francisco «Pancho» Rodríguez    |                               |                      | PER.                        | PER.                             |
| Jesús Almada                    |                               |                      | MEX.                        |                                  |
| Jorge Losa                      |                               |                      | MEX.                        |                                  |
| José Rodríguez                  |                               |                      | MEX.                        |                                  |
| Karen Juárez                    |                               |                      | MEX.                        |                                  |
| Luciana Burkle                  |                               |                      | MEX.                        |                                  |
| Luciana Fuster                  |                               |                      | PER.                        |                                  |
| Matías Ochoa                    |                               |                      | MEX.                        | PER.                             |
| Melissa Loza                    |                               |                      | PER.                        | PER.                             |
| Paloma Fiuza                    |                               |                      | PER.                        | PER.                             |
| Paola Peña                      |                               |                      | MEX.                        |                                  |
| Patricio Parodi                 |                               |                      | PER.                        | PER.                             |
| Paulette Gallardo               |                               |                      | MEX.                        |                                  |
| Rosángela Espinoza              |                               |                      | PER.                        |                                  |
| Said Palao                      |                               |                      | PER.                        | PER.                             |
| Yann Martín                     |                               |                      | MEX.                        |                                  |
| Abdiel Vargas                   |                               |                      |                             | P.R.                             |
| Allison Pastor                  |                               |                      |                             | PER.                             |
| Carlos Caquía                   |                               |                      |                             | P.R.                             |
| Dan Pastrana                    |                               |                      |                             | P.R.                             |
| Jeanthony Medina                |                               |                      |                             | P.R.                             |
| Jeffrey Cerda                   |                               |                      |                             | P.R.                             |
| Joshua Santana                  |                               |                      |                             | P.R.                             |
| Luis Centeno                    |                               |                      |                             | P.R.                             |
| Nicole Colón                    |                               |                      |                             | P.R.                             |
| Paola Fernández                 |                               |                      |                             | P.R.                             |

| Equipo ganador por temporada  | Equipo ganador por temporada | Equipo ganador por temporada | Equipo ganador por temporada     |
| vs. - El Clásico De Los Andes | vs. - Esto Es Guerra         | vs. - Guerra México VS Perú  | vs. - Guerra Perú VS Puerto Rico |
| Perú                          | Puerto Rico                  | México                       | Perú                             |
| ----------------------------- | ---------------------------- | ---------------------------- | -------------------------------- |

## Controversias
El programa de entretenimiento Esto es guerra ha recibido varias controversias, aunque ha permanecido por varios años en la televisión peruana. Según Infobae, sus detractores lo acusan de promover «una cultura del espectáculo poco educativa», de contar con un reparto sin renovar y de llevar un tono exagerado en su narrativa.
Esto es guerra estuvo en la mira por su falta de valor educativo, ya que varios de los concursantes del reality se han equivocado al responder preguntas de cultura general, lo que ha provocado que la ciudadanía critique la falta de conocimiento de los participantes en redes sociales. Esto ha originado críticas ácidas e irónicas de personalidades de internet como el youtuber peruano Andy Merino «Andynsane». También ha originado detractores acérrimos como Magaly Medina y Rodrigo González «Peluchín». En su momento, Jazmín Pinedo acusó al programa de promover la cultura del chongo, ya que generaba temas mediáticos en lugar de buscar oportunidades para los jóvenes.
Esto es guerra ha sido señalado por adoptar varios elementos de los programas Combate y Calle 7, este último de Chile. El presentador del programa chileno, Jean Philippe Cretton, durante una de las emisiones del programa expresó su molestia abiertamente, diciendo que Calle 7 sí es un formato original, acusando de «copiones» a los programas realizados en Perú y Ecuador.
La productora del programa, Mariana Ramírez del Villar, ha dicho que no lo va a cancelar porque el público lo sigue prefiriendo y considera que es un referente para otros programas. Pero ha reconocido que al principio se cometían excesos. El concursante Mario Irivarren dijo en 2025 que en América Televisión se ha regulado tanto que «no se puede decir nada (que no se pueda decir fuera de ella como el streaming), todo ofende, todo es burla, clasismo, racismo y discriminación». Raúl Romero, que presentó el programa juvenil Habacilar, ha señalado que Esto es guerra se ha centrado en los últimos años en el público familiar.

### Similitudes conCombate
Las similitudes de formato que tiene el programa con Combate de ATV le generaron diversas críticas, especialmente porque este último se estrenó un año antes. Por su parte, los presentadores Gian Piero Díaz y Renzo Schuller expresaron abiertamente su malestar ante cámaras en contra del programa. Ante las críticas, Mariana Ramírez del Villar restó importancia a las acusaciones, aduciendo que son «manotazos de ahogado» ya que Esto es guerra ganaba ampliamente en audiencia.
Cuando Combate desapareció en 2018, Esto es guerra recurrió al nombre y a las figuras que caracterizaron el fenecido programa. Díaz señaló que, cuando pasó a Esto es guerra en 2019, la producción le pidió que abandonara el humor negro de su etapa en ATV y que diera un trato más amable a los participantes.
En 2025, Días, Shuller y «el Jefe de Combate» se reunieron de nuevo para una temporada especial del programa. Se trató de una de las pocas muestras de nostalgia hacia el programa que popularizó los realities en el país. Shuller y Luis Enrique Outten, la voz que hay detrás del Jefe, fueron invitados cuando trabajaban en el canal Willax, que en su momento permitió que estas figuras realizaran un homenaje a Combate.

### Intenciones de agresión
El programa ha recibido graves críticas por fomentar la violencia en diversas ocasiones, interrumpiendo el sentido competitivo que ofrece. En 2013, un estudio realizado en la ciudad de Chiclayo buscaba observar el impacto en el público más joven de una escuela local. Para evitar conflictos mayores, la productora de Esto es guerra se encargó de «administrar los egos».
Una de las agresiones más notables ocurrió cuando Yaco Eskenazi apareció en el spot comercial de su presentación como el nuevo capitán de «los Leones» de la sexta temporada, en 2014. En ella se mostró un auto de carreras incendiado en alusión a su predecesor, el piloto Mario Hart, quien renunció al programa para regresar a Combate. Inmediatamente, la participante Alejandra Baigorria y el conductor de Combate, Gian Piero Díaz, se pronunciaron al respecto e hicieron un llamado a no incentivar la violencia, a su vez se le unieron el resto de participantes de dicho programa. El productor del canal 4 Eric Jurgensen minimizó el spot a «efectos especiales» que según él «alimentan la fantasía de la gente».
Un caso similar, dentro del programa, ocurrió en agosto de 2013. Nicole Faverón, una de las integrantes del programa, junto a un camarógrafo y un asistente de producción, cortó la corbata de uno de los transeúntes sin consentimiento. El abogado identificado como Ernesto Goñi, acudió a la caseta de serenazgo para realizar la denuncia por supuesta agresión. El realizador José Luis Peña pidió disculpas del caso a pesar de que el demandante pidió mil dólares de indemnización.
En octubre de 2017, durante un juego del programa, las concursantes Yahaira Plasencia y Rosángela Espinoza, quienes ya tenían riñas pendientes dentro del programa, protagonizaron un incidente tras lanzarse tortazos una a otra, lo que derivó más adelante en golpes y patadas, hecho que provocó que ambas sean suspendidas indefinidamente del programa. Los conductores pidieron disculpas del caso, diciendo que no volverá a suceder otro incidente como tal. En 2018, Rosángela retornó al programa, y Yahaira hizo lo propio un tiempo después, en el año 2021.
En septiembre de 2021, durante un juego del programa, se suscitó un hecho de violencia generado por los concursantes Mario Hart y Elías Montalvo, quienes al momento de lanzarse torta en la cara, se agredieron mutuamente, motivo por el cual la producción decidió separarlos del programa a los dos participantes. Sin embargo, ambos regresaron al programa y se pidieron disculpas luego del incidente.

### Consumo de sustancias anabólicas
Durante las primeras temporadas, algunos participantes y personas cercanas de los mismos admitieron la existencia de la pichicata, un nombre coloquial dado a los anabólicos para accelerar el desarrollo de su aspecto físico. En 2014 la productora Mariana Ramírez del Villar, negó la aplicación del anabólicos dentro del programa. En 2016, Nicola Porcella señaló que la producción realiza pruebas antidopaje para prevenir su consumo.

### Contenido sugestivo
La Universidad de Alicante señaló la existencia de contenido sugestivo de índole sexual durante las primeras transmisiones del programa como las acciones exhibicionistas.
En 2012 el Consejo Consultivo de Radio y Televisión multó con S/.36 500 a América Televisión por infringir el horario de protección al menor con la secuencia «El juego de las fresas» en su primera temporada. Un caso similar ocurrió en el mismo año con «Besito en la boca». Mathías Brivio justificó que las escenas son «parte de los juegos», además de «menos fuertes» que las telenovelas mostradas a nivel nacional, a pesar de tener razón en un punto, se sabe que las telenovelas son clasificadas de acuerdo al contenido mostrado mayormente dentro de las clasificaciones +14 o GP (Guía paterna) y emitidas en otra clase de horario, mientras que el programa pretendía ser clasificado en APT (Apto para todos) pese a dicho contenido sugestivo y se emite en horario de máxima audiencia, entre las que se incluye a niños y adolescentes.
Para marzo de 2013, una petición social alojada en el portal Change.org y dirigida a Indecopi, más de 21 mil personas firmaron en una solicitud para que Esto es guerra y Combate respeten el horario de protección al menor. Ambos programas han recibido bastantes críticas a través de las redes sociales. Como respuesta el gerente general del canal Eric Jurgensen señaló que el programa no recurre al erotismo en sus secuencias, debido a la controversia, la secuencia ya no se volvió a poner.

#### La academia: desafío y fama
Entre septiembre y diciembre de 2021 se emitió el segmento La academia: desafío y fama con la presentación de María Pía Copello como la directora y la participación de conocidas figuras como Yvonne Frayssinet, Marcelo Oxenford, Milett Figueroa, Nicola Porcella, Tula Rodríguez, Thiago Vernal, Gabriela Herrera, Lucía de la Cruz y la Tonta Queen. Tras la trasmisión de su primer episodio recibió duras críticas en las redes sociales, porque no se respetó el horario de protección al menor, al mostrarse escenas donde los concursantes tienen romances e infidelidades, exigiendo la cancelación de dicho segmento. Adicionalmente se intentó rejuvenecer la imagen de los concursantes de mayor edad para encajar como estudiantes de preparatoria, con la vestimenta, estilo y escenas similares a la de la series Élite y Sex Education, lo cual desató infinidad de burlas en redes sociales.
Se antepuso los hechos reales de los participantes en la ficción con el fin de dramatizarlos, destacando la reconciliación de las hermanas Melissa y Spheffany «Tepha» Loza, sucedida días antes en el programa, el deseo de embarazo por Angie Arizaga posteriormente confirmado en un episodio, y la relación amorosa entre Luciana Fuster y Patricio Parodi que terminó en una humillación de la primera.
Aunque el segmento se buscaba formar «futuros talentos actorales», Laszlo Kóvacs y Alfredo Adame criticaron las habilidades de los competidores.

### Incumplimiento de las medidas sanitarias durante la pandemia de COVID-19
En marzo de 2020, el programa se mantuvo transmitiendo una semana después de que el gobierno declarara aislamiento social obligatorio en plena pandemia de COVID-19. En consecuencia, la producción anunció que reducirá el personal para emitirse en diferido y sin público. Debido a las críticas de la audiencia, se suspendió la grabación y emisión del programa por dos meses hasta su reintroducción en mayo de ese año, fecha que Mariana Ramírez del Villar señaló que para tal actividad «todo Pachacamác [estuvo] desinfectado». No obstante, la ausencia de público permanecería durante dos años, hasta su reincorporación en 2023.
En enero de 2021, los concursantes Mario Irivarren, Karen Dejo y Luana Barrón, fueron sancionados por la producción del programa, porque, según ellos cuentan, no respetaron los protocolos de seguridad, al haber asistido a fiestas privadas durante el estado de cuarentena. En consecuencia, realizaron una promesa (misma que todos los participantes habían hecho previamente, al reiniciar las emisiones del programa en mayo) de incrementar las medidas de bioseguridad dentro y fuera de las instalaciones. Posteriormente regresaron el programa, aunque dos semanas después Luana fue eliminada.
En abril de 2021, los concursantes Yahaira Plasencia (la cual se había reintegrado al programa meses antes), Francisco «Pancho» Rodríguez, Facundo González y Ximena Peralta, fueron suspendidos indefinidamente, por haber asistido a la fiesta privada celebrada por el cumpleaños de Yahaira, durante el estado de cuarentena. También estuvo presente Diego Zurek, aunque esté ya había sido eliminado pocas semanas antes. Todos a excepción de Ximena y Diego pidieron disculpas por su actitud, un mes después Pancho y Facundo regresarían al programa, no así Yahaira y Ximena.
Un caso relacionado ocurrió el 17 de octubre, cuando el participante Hugo García (uno de los más conocidos) fue intervenido por la policía por haber violado el toque de queda al manejar pasada la medianoche al regresar del cumpleaños de su compañero Patricio Parodi. Debido a que alegó ser "embajador" de la marca de su carro, la policía no lo sancionó, hecho que se cuestionó.

### Dudas sobre las medidas de seguridad en pruebas
Ocurrieron accidentes no controlados en algunas pruebas del programa debido a la falta de medidas de protección a los concursantes, cuyo resultado fueron lesiones menores o mayores. Por otro lado se reportaron accidentes del público, entre ellos el ocurrido en la final de la sexta temporada, ocurrido en 2014 desde el Campo de Marte, que dejó cinco menores de edad heridos y la suspensión del evento.
En 2013, Angie Arizaga sufrió una terrible caída en uno de los juegos, lastimándose el cuello por lo que tuvo que ser internada en una clínica. Su lesión terminó con un trauma cervical y diferentes golpes en el hombro y brazo derecho. Una nueva contusión ocurrió en 2018 como consecuencia de otra caída en competencia. Para 2021 Angie, quien ingresó desde la primera temporada, solo compite ocasionalmente, y para el año 2022, confirmó su retirada definitiva tanto del programa como de los realities de competencia en general.
El exfutbolista Diego Chávarri también sufrió una lesión tras quedar enganchada su pierna derecha en una red, ocasionandole un fuerte tirón, lo que derivó en su salida definitiva del programa. En entrevistas posteriores denunció que la producción no se hizo cargo de su lesión teniendo que asumir él los gastos. En 2020, Karen Dejo se cayó de una plataforma que no contaba con mallas de seguridad. En enero de 2021, después de perder una competencia para elegir su equipo, Austin Palao fue separado del programa, luego de poner en duda la seguridad del reto de altura. Sin embargo, retornó al programa en 2023, aunque días después, fue eliminado.
En septiembre de 2021, el concursante Elías Montalvo, sufrió una aparatosa caída mientras participaba en un juego de altura. Tras ello, fue trasladado de urgencia a una clínica local para que sea intervenido de emergencia. El programa fue blanco de fuertes críticas y más de uno pedía la cancelación del mismo. La SUNAFIL confirmó que el accidente fue producto del descuido de uno de los trabajadores de una empresa de seguridad e inspeccionará si el juego cumplió con las mínimas medidas de seguridad. Más adelante, el conductor Gian Piero Díaz, se pronunció al respecto y dijo que la producción decidió suspender los retos de altura, hasta que se esclarezca el caso. También la municipalidad de Pachacámac ingresó a las instalaciones de América Televisión para hacer una inspección de los juegos del programa. Elías (el cual decidió no demandar al reality ni culpar a nadie, para evitar repercusiones con el productor general Peter Fajardo) regresó al programa una semana después del accidente, lo cual también fue muy criticado. Pese a esto, la producción optó por disimular con segmentos inspirados en producciones extranjeras como El juego del calamar y dejó que Elías fuera eliminado de la competición semanas después del incidente.
Al mes siguiente, en octubre, el venezolano Alejandro Pino, apodado «el Chocolatito», sufrió una fuerte caída durante una competencia, golpeándose la cara contra el cubículo de la piscina. El programa intentó encubrir el incidente pero fue el programa Magaly TV, la firme que reveló el traslado a una clínica y su posterior operación tras sufrir un corte en el párpado, además de un traumatismo en la cabeza, que no le permitió regresar al reality. Semanas después anunció su alejamiento del programa.
En 2023, el concursante Said Palao fue sometido al reto en colocarse 30 ligas en su rostro durante 90 segundos. La medida fue criticada por la audiencia hacia el productor, por poner en riesgo su salud, al exponer que tal reto podría cortar la circulación de la sangre o causar ceguera por ese tiempo, además que esto puede imitarse al público joven.
En 2024, a pesar de los accidentes ocurridos por Elías Montalvo y Said Palao, se reiniciaron las pruebas de altura.

### Otros incidentes
Se puso en duda la veracidad de los romances exhibidos en el programa por la prensa de espectáculos, incluida la referente en el rubro Magaly Medina. Además, la participante Melissa Loza declaró a la revista Gisela que la producción del programa la presionó para ventilar su romance con el participante Guty Carrera. Otro hecho que originó bastantes críticas por parte de los usuarios de las redes sociales fue la transmisión en vivo del parto del hijo de la participante Natalie Vértiz. Personalidades que participaron en el programa, como Cristian Rivero, reconocieron su malestar en el tratamiento de temas de farándula.
Dentro del mismo hecho, Johanna San Miguel fue acusada por decir presuntamente un comentario racista acerca del aspecto físico del hijo de la concursante pese a que haya sido negado por la conductora.
El programa también fue acusado de haber plagiado los diseños de los logos de sus dos equipos competidores, del símbolo nacional de Singapur y del símbolo de Comando Cobra, del cómic y dibujo animado G.I. Joe. En 2015, varios fanáticos de la lucha libre reclamaron el uso de la banda sonora de la WWE que fueron empleadas en el programa sin ninguna autorización, debido al reclamo de derechos de autor se dejó de transmitir la música.
Varios de los concursantes del reality han estado envueltos en escándalos y controversias. En 2014, la comunidad de Asperger en el Perú, protestó por los comentarios discriminatorios de la concursante Angie Arizaga, en un juego del programa, ante esto, el conductor Mathias Brivio, hizo un mea culpa, aduciendo que lo dicho por Arizaga estuvo «fuera de foco», y se comprometieron a participar en el Día Mundial del Autismo para el 2 de abril de 2015.
En julio de 2015, los concursantes Nicola Porcella y Angie Arizaga fueron suspendidos del programa, luego de que el amigo de Angie, Angelo Lazo, presentara en el programa de Magaly Medina, audios donde se escucha a Angie llorando, y diciendo que Nicola la golpeaba y la insultaba. Más adelante, Angie retornaría al programa en septiembre del mismo año, y Nicola haría lo mismo en enero de 2016. En ese mes, el canal tuvo que disculparse por incumplir el código de autorregulación al notar el corte de cabello de la concursante Korina Rivadeneira sin su consentimiento, a partir de una broma no planificada por parte de la presentadora San Miguel.
En agosto del mismo año, Johanna San Miguel renunció al programa luego de ser denunciada por Jorge Bustamante Arce por agresión física durante una fiesta realizada en el Hotel Bolívar del Centro de Lima, siendo sustituida por María Pía Copello. Sin embargo, regresó a la conducción del reality en 2021. En 2024, se retiró de la conducción del programa tras 12 años, siendo sustituida por Katia Palma.
En octubre de 2016, el concursante Joshua Soto fue expulsado del programa, luego de ser acusado de violencia física hacía su actual pareja en un hotel.
En 2017, el artista callejero Alan Castillo, más conocido como Robotín, denunció que el programa lo maltrato públicamente, al hacerle cumplir un reto donde se tiene que sostener de unas barandas, provocando que él cayera a la piscina, sin que la producción le diera unas disculpas.
En febrero de 2019, el participante Nicola Porcella, fue suspendido del programa, por haber participado en la llamada Fiesta del terror, en el que fue acusado de dopar a las modelos Paula Ávila y Claudia Meza, en compañía de su amigo Faruk Guillén. Tiempo después, Porcella, retornó al programa en julio del mismo año, sin embargo, en agosto, fue separado definitivamente del programa, por protagonizar un intercambio de palabras, con su expareja Angie Arizaga a la salida de una discoteca.
En octubre del mismo año, la concursante Macarena Vélez fue suspendida del programa, por haber sido grabada en completo estado de ebriedad al asistir a una fiesta.
También en octubre de 2019, el exparticipante Israel Boucher murió a los 22 años a causa de una bacteria que se alojó en su organismo por consumir mayonesa en mal estado. El programa le dedicó unos minutos en homenaje del también modelo que participó en el año 2017 del programa.
En julio de 2021, el uruguayo Tomi Narbondo, que había ingresado en enero a la competencia, salió repentinamente del programa sin dar mayores explicaciones. Un mes después, se descubrió que todo el tiempo que estuvo en el reality no habría regularizado su situación con Migraciones para poder trabajar de forma legal en el Perú, y se especuló que por dicha causa abandonó el programa, Al revelarse este incidente, hubo muchas críticas debido a que la producción lo tuvo trabajando cuando estaba en calidad de turista en el país y no lo ayudaron a legalizar su estadía en el país, y unos meses después Tomi regresó a su país. Sin embargo, en junio de 2023, retornó al programa, aunque días después, fue eliminado.
En septiembre de 2022, el concursante brasileño Rafael Cardozo decidió renunciar al programa después de que los presentadores le preguntaran por el fin de su relación con su expareja Carol Reali «Cachaza». Ante esto, la producción del programa no aceptó la renuncia de Cardozo al reality y se especuló con la posibilidad de demandarlo por incumplimiento de contrato. Más adelante, Cardozo volvió al programa en 2023 y pidió disculpas por su abrupta renuncia. En 2024 se produjo un caso similar, cuando el concursante chileno Francisco «Pancho» Rodríguez decidió abandonar el reality para participar en el programa chileno Ganar o servir, situación que generó incomodidad en el programa, pues la producción le exigió al participante una indemnización de 450 000 soles por ir a otro programa sin previo aviso. Más adelante, los abogados de «Pancho» Rodríguez se pronunciaron en una carta notarial, afirmando que el concursante había renunciado al programa y que el acuerdo del pago de 450 000 soles era falso. 
En junio de 2023 el Ministerio de Cultura denunció ante la Fiscalía por un caso de racismo hacia el concursante Yojhan Escamilo, más conocido como "Chevy", durante un juego del programa. Instantes anteriores, el responsable de tal acto, Gino Assereto, fue retirado por la producción del programa en mayo del mismo año, mientras que ProTV se disculpó públicamente. Sin embargo, en julio del mismo año, retornó al programa y pidió disculpas por el comentario racista. Luego de la denuncia, en agosto de ese año, el Ministerio Público aceptó abrir una investigación contra Assereto.
En marzo de 2025, el concursante Piero Arenas fue separado del programa tras participar en una transmisión en vivo de Patricio Parodi (exintegrante del programa) en aparente estado de ebriedad. Arenas declaró que se enteró del despido mientras realizaba su transmisión en directo. Jota Benz calificó el incidente de «potencialmente perjudicial» para la imagen pública de los involucrados y advirtió que Arenas se enfrentaría a «serias consecuencias» para su carrera.
En junio del mismo año, el concursante argentino Juan Ichazo, después de haber sido presentado como el nuevo integrante del programa, fue expulsado del programa, tras aparecer orinando en la vía pública.

## Premios y nominaciones
| Año  | Premio                | Categoría                         | Resultado | Ref.    |
| ---- | --------------------- | --------------------------------- | --------- | ------- |
| 2018 | Premios Luces         | Mejor programa concurso           | Nominado  | [ 211 ] |
| 2016 | Premios Luces         | Mejor programa concurso           | Nominado  |         |
| 2014 | Premios Luces         | Mejor programa de competencia     | Nominado  | [ 212 ] |
| 2015 | Premios Luces         | Mejor programa de competencia     | Nominado  | [ 213 ] |
| 2020 | Premios Luces         | Mejor producción local            | Nominado  | [ 214 ] |
| 2020 | Premios Radiomar 2020 | Programa de entretenimiento de TV | Ganador   |         |
| 2020 | Premios PRODU         | Dirección no guionada             | Ganador   | [ 215 ] |
| 2021 | Premios Radiomar 2021 | Programa de entretenimiento de TV | Ganador   |         |